# Костиков, Юрий Николаевич
Ю́рий Никола́евич Ко́стиков (1927—1945) —  
Гвардии сержант Рабоче-крестьянской Красной Армии, участник Великой Отечественной войны, Герой Советского Союза (1945).

## Биография
Юрий Костиков родился 16 ноября 1927 года в деревне Зажово. В 1937 году он переехал в Москву, учился в московской школе № 83. В годы войны работал токарем на авторемонтном заводе. В полных семнадцать лет, Юра, проявив смекалку, пошёл на хитрость: он прибавил себе недостающий год и добился получения повестки.
В январе 1945 года Костиков был призван на службу в Рабоче-крестьянскую Красную Армию и направлен на фронт Великой Отечественной войны. В звании гвардии сержанта командовал пулемётным расчётом 261-го гвардейского стрелкового полка 87-й гвардейской стрелковой дивизии 43-й армии 3-го Белорусского фронта. Отличился во время штурма Кёнигсберга.
9 апреля 1945 года позиции полка Костикова были атакованы пытавшимися прорваться из окружения немецкими частями общей численностью около 300 солдат и офицеров. Костиков обнаружил прорвавшуюся в тыл штаба группу вражеских солдат и поднял тревогу. В завязавшемся бою он уничтожил около 50 солдат и офицеров противника. Несмотря на полученное тяжёлое ранение, Костиков продолжал сражаться, пока не погиб. Похоронен на воинском мемориале на пересечении проспекта Мира и улицы Энгельса в Калининграде.
Краткое изложение боевого подвига Героя Костикова Ю. Н.:
В ночь на 9 апреля 1945 г. до 300 вражеских солдат и офицеров трижды предприняли ожесточенную контратаку против наших подразделений с целью прорыва к Земландской группировке.
Зайдя в тыл батальонам, немцы вплотную подошли к штабу полка. Гвардии сержант Костиков, будучи на охране командного пункта, обнаружил вражеских солдат, крадущихся вдоль домов. Не растерявшись, он открыл шквальный огонь и заставил противника залечь. Под прикрытием сильного пулеметного и автоматного огня немцы снова поднялись в атаку и стали окружать отважного пулеметчика.
Когда кончился запас патронов, товарищ Костиков гранатами и автоматными очередями отбил и эту атаку немцев. Будучи тяжело раненным, нашел в себе силы снарядить пулеметные ленты, и при третьей атаке немцев шквальным огнем товарищ Костиков вновь обратил врага в бегство. В этом бою товарищ Костиков погиб, но ни один немец не прошел. Перед его пулеметом валялось 50 трупов вражеских солдат и офицеров. Товарищ Костиков посмертно достоин присвоения звания Героя Советского Союза с вручением ордена Ленина и медали «Золотая Звезда»
Указом Президиума Верховного Совета СССР от 19 апреля 1945 года за «мужество, отвагу и героизм, проявленные в борьбе с немецкими захватчиками» гвардии сержант Юрий Костиков посмертно был удостоен высокого звания Героя Советского Союза. Также посмертно был награждён орденом Ленина.

## Память
В честь Костикова названы морское судно, улицы в Москве и Калининграде, школа № 83 в Москве. В 1965 г. деревня Зажово в которой родился герой была переименована в Костиково.